# Take Care
| Оценки критиков      | Оценки критиков |
| Источник             | Оценка          |
| -------------------- | --------------- |
| Allmusic             | [ 1 ]           |
| The A.V. Club        | A–              |
| Entertainment Weekly | C+              |
| The Independent      | [ 4 ]           |
| Los Angeles Times    | [ 5 ]           |
| NME                  | 8/10            |
| Pitchfork Media      | 8.6/10          |
| Rolling Stone        | [ 8 ]           |
| Slant Magazine       | [ 9 ]           |
| Spin                 | 8/10            |

Take Care — второй студийный альбом исполнителя хип-хопа Дрейка, выпущенный 15 ноября 2011 года. За первую неделю было продано 631 000 экземпляров альбома, и он дебютировал на первой строчке чарта Billboard 200. Альбом получил статуэтку «Грэмми», выиграв в номинации «Лучший рэп-альбом».

## Комментарии Дрейка к песням с «Take Care»

### Over My Dead Body
«Эта песня — мое открытое письмо всем хейтерам. Вы хотите, чтобы я ушёл и перестал заниматься музыкой? Только через мой труп!»

### Shot For Me
«Её написал Абель Тесфайе (The Weeknd), а я просто переработал. Мне надо доказать, что я не обычный рэпер, что я могу меняться и работать в различных жанрах. Думаю, здесь мне это удалось».

### Headlines
«Лучшая песня в альбоме. Мне нравится писать песни со смыслом, с посланием. Хочется, чтобы люди тусили под "Headlines", но в то же время те, кому интересна моя карьера и моя жизнь, найдут в ней скрытое послание».

### Crew Love
«Пока там идет речитатив, она такая безумная, типа я всю свою злобу на нём вымещаю в адрес тех, кто думает, что я стал звездой по случайности, и утверждает, что я украл чей-то флоу. Я здесь вообще не из-за какого-то там конкретного флоу и не потому, что в удачное время оказался в удачном месте. Никто никогда не может сказать мне, типа: "Дрейк состоит из такого-то и такого-то компонента". Никогда».

### Take Care
«Мне очень интересно, что сейчас происходит в электронной музыке. Я много слушал диджея Мехди (пусть он покоится с миром) и Джейми xx. Один из треков последнего так меня поразил, что я не мог не выпустить его в альбоме».

### Marvin's Room
«Я очень горжусь этой песней. Хотя бы потому, что впоследствии на неё появилось очень много ремиксов. Значит, люди нашли в ней что-то своё».

### We'll Be Fine
«Самая тяжелая песня в альбоме, мне было трудно её записывать. Там много говорится про алкоголь, про бессонницу и прочее дерьмо. Не смотрите на название, этот трек депрессивнее всех».

### Make Me Proud
«Ники (Минаж, принявшая участие в записи трека. — Прим. ред.) — девушка моей мечты. С ней всегда работается по-особенному. Она говорила мне, что в следующем альбоме планирует вернуться к настоящему рэпу. Жду не дождусь этого момента».

### Lord Knows
«Этот трек мы очень долго доводили до ума. В нём был использован семпл одной госпел-группы, права на который та не хотела отдавать. Продюсер Джаст Блейз предложил позвать в студию хор и записать этот кусочек вживую. Так мы и сделали».

### Cameras / Good Ones Go
«Это адаптированная песня R&B-исполнителя Джона Би. Из-за неё в итоге выпуск альбома пришлось отложить, возникли сложности с очисткой авторских прав».

### Doing It Wrong
«Изначально мы хотели, чтобы Стиви (Уандер, сыгравший в треке на губной гармошке. — Прим. ред.) помог нам с записью двух песен, но в итоге получилась всего одна. Я не помню, сколько точно времени ему понадобилось, чтобы записать свою партию, но вроде немного — около получаса».

### The Real Her
«Лил Уэйн — первый человек, которому я отсылаю свои тексты после того, как написал их. Он мне как брат. А когда мы с ним вдвоем записываемся в студии — это нечто».

### Look What You've Done
«Я хотел сделать что-то похожее на песню Канье Уэста "Hey Mama" — рассказать о главной женщине в моей жизни. Думаю, у меня это получилось».

### HYFR (Hell Yeah Fucking Right)
«Это попытка рассказать про повседневную жизнь артиста. Про то, как нелегко бывает иногда. Уиззи здесь играет роль журналиста, который задает мне дурацкие вопросы. Он вообще отличный актер».

### Practice
«Здесь идет отсылка к треку рэпера Juvenile "Back Dat Azz Up". Абель (Тесфайе, он же The Weeknd, участвовавший в продюсировании трека. —  помог мне сделать из уличного рэп-трека R&B-балладу».

### The Ride
«Это единственная песня в альбоме, которая не очень вписывается в атмосферу. Все остальные песни такие, типа, у меня все круто, я счастлив, хочу веселиться и хочу, чтобы вы это тоже почувствовали и чтобы вы знали, какой ценой я всего этого добился и что все это было не зря. Но в "The Ride" я как бы делаю шаг в сторону, смотрю по сторонам и вижу, что иногда все идет немного не так…»

## Тонкости связанные с выходом альбома
Обложка альбома «Take Care» стала объектом насмешек, мастера фотошопа в считанные дни превратили её в интернет мем.
Песня Underground Kings вызвала недоумение и критику со стороны поклонников культовой группы UGK, так как название имеет отсылку к группе.
Три песни так и не попали в альбом по различным причинам: «Dreams Money Can Buy» , «Club Paradise», «Free Spirit».

## Список композиций
| №                   | Название                                               | Автор(ы)                                                | Продюсер                    | Длительность |
| ------------------- | ------------------------------------------------------ | ------------------------------------------------------- | --------------------------- | ------------ |
| 1.                  | «Over My Dead Body»                                    | Aubrey Graham, Noah Shebib, Chantal Kreviazuk           | 40, Chantal Kreviazuk (co.) | 4:33         |
| 2.                  | «Shot for Me»                                          | Graham, Shebib, Abel Tesfaye                            | 40                          | 3:45         |
| 3.                  | «Headlines»                                            | Graham, Matthew Samuels, Shebib, Adrian Eccleston       | Boi-1da, 40 (add.)          | 3:56         |
| 4.                  | «Crew Love» (featuring The Weeknd)                     | Graham, Tesfaye, Daniel McKinney                        | Illangelo, 40, The Weeknd   | 3:29         |
| 5.                  | «Take Care» (featuring Rihanna)                        | Graham, Jamie Smith, Shebib                             | Jamie xx, 40                | 4:37         |
| 6.                  | «Marvins Room»                                         | Graham, Shebib, Eccleston, Jason Beck                   | 40                          | 5:47         |
| 7.                  | «Buried Alive Interlude» (performed by Kendrick Lamar) | Shebib, Kendrick Lamar, Dwayne Chin-Quee                | 40, Supa Dups               | 2:31         |
| 8.                  | «Underground Kings»                                    | Graham, Tyler Williams, Shebib                          | T-Minus, 40                 | 3:33         |
| 9.                  | «We'll Be Fine» (featuring Birdman)                    | Graham, Bryan Williams, Tyler Williams, Shebib          | T-Minus, 40                 | 4:08         |
| 10.                 | «Make Me Proud» (featuring Nicki Minaj)                | Graham, Onika Maraj, Williams, Nikhil Seetharam, Shebib | T-Minus                     | 3:40         |
| 11.                 | «Lord Knows» (featuring Rick Ross)                     | Graham, William Roberts II, Justin Smith                | Just Blaze                  | 5:08         |
| 12.                 | «Cameras / Good Ones Go Interlude»                     | Graham, Shebib, Tesfaye                                 | 40, Drake (co.)             | 7:15         |
| 13.                 | «Doing It Wrong» (harmonica by Stevie Wonder)          | Graham, Shebib                                          | 40                          | 4:25         |
| 14.                 | «The Real Her» (featuring Lil Wayne and André 3000)    | Graham, Dwayne Carter Jr., André Benjamin, Shebib       | 40, Drake (co.)             | 5:21         |
| 15.                 | «Look What You’ve Done»                                | Graham, J. Woodward, Shebib                             | Chase N. Cashe, 40 (co.)    | 5:02         |
| 16.                 | «HYFR (Hell Ya Fucking Right)» (featuring Lil Wayne)   | Graham, Carter, Williams, Shebib                        | T-Minus                     | 3:27         |
| 17.                 | «Practice»                                             | Graham, Shebib, Tesfaye                                 | 40, Drake (co.)             | 3:58         |
| 18.                 | «The Ride»                                             | Graham, Tesfaye                                         | Doc McKinney, The Weeknd    | 5:51         |
| Общая длительность: | Общая длительность:                                    | Общая длительность:                                     | Общая длительность:         | 79:49        |

| №                   | Название                          | Автор(ы)                 | Продюсер            | Длительность |
| ------------------- | --------------------------------- | ------------------------ | ------------------- | ------------ |
| 19.                 | «The Motto» (featuring Lil Wayne) | Graham, Carter, Williams | T-Minus             | 3:01         |
| 20.                 | «Hate Sleeping Alone»             | Graham, Shebib           | Noah "40" Shebib    | 3:33         |
| Общая длительность: | Общая длительность:               | Общая длительность:      | Общая длительность: | 86:13        |

## Чарты
| Чарт (2011)                     | Высшая позиция |
| ------------------------------- | -------------- |
| Australian Albums Chart         | 15             |
| Belgian Albums Chart (Flanders) | 44             |
| Belgian Albums Chart (Wallonia) | 77             |
| Canadian Albums Chart           | 1              |
| Danish Albums Chart             | 24             |
| Dutch Albums Chart              | 38             |
| French Albums Chart             | 32             |
| French Digital Albums Chart     | 9              |
| German Albums Chart             | 42             |
| Irish Albums Chart              | 30             |
| Japanese Albums Chart           | 62             |
| New Zealand Albums Chart        | 19             |
| Norwegian Albums Chart          | 32             |
| Swiss Albums Chart              | 45             |
| UK Albums Chart                 | 5              |
| UK R&B Albums Chart             | 2              |
| US Billboard 200                | 1              |
| US Top R&B/Hip-Hop Albums       | 1              |
| US Top Rap Albums               | 1              |

| Чарт (2011)     | Позиция |
| --------------- | ------- |
| UK Albums Chart | 79      |

| Чарт (2012)            | Позиция |
| ---------------------- | ------- |
| Canadian Albums Chart  | 12      |
| UK Albums Chart        | 65      |
| Billboard 200          | 3       |
| Top R&B/Hip-Hop Albums | 1       |
| Top Rap Albums         | 1       |

| Чарт (2013)            | Позиция |
| ---------------------- | ------- |
| Billboard 200          | 192     |
| Top R&B/Hip-Hop Albums | 60      |

| Чарт (2015)   | Позиция |
| ------------- | ------- |
| Billboard 200 | 102     |

| Чарт (2016)   | Позиция |
| ------------- | ------- |
| Billboard 200 | 58      |

| Чарт (2017)            | Позиция |
| ---------------------- | ------- |
| Billboard 200          | 63      |
| Top R&B/Hip-Hop Albums | 29      |

| Чарт (2018)   | Позиция |
| ------------- | ------- |
| Billboard 200 | 58      |

## Сертификации
| Регион | Сертификация  | Продажи    |
| --- | ------------- | ---------- |
| Канада (Music Canada) | 4× Платиновый | 320 000    |
| Великобритания (BPI) | 2× Платиновый | 600 000    |
| США (RIAA) | 4× Платиновый | 4 000 000^ |
| * Данные о продажах приведены только на основе сертификации. ^ Данные о тиражах приведены только на основе сертификации. |               |            |